# Willington (Cheshire)
Willington – civil parish w Anglii, w hrabstwie ceremonialnym Cheshire, w dystrykcie (unitary authority) Cheshire West and Chester. W 2001 roku civil parish liczyła 113 mieszkańców. Willington jest wspomniana w Domesday Book (1086) jako Winfletone.